# Cooper Creek
Cooper Creek je řeka ve střední části Austrálie ve sreftátech Queensland a Jižní Austrálie. Je dlouhá 1400 km včetně zdrojnice Barcoo. Povodí má rozlohu 285 000 km².

## Průběh toku
Cooper Creek vzniká soutokem řek Thomson a Barcoo. Barcoo pramení na západních svazích Great Dividing Range. Protéká přes polopouštní a pouštní rovinu Great Artesian Basin, kde se po většinu roku ztrácí. Výjimečně dotéká až do Eyreova jezera.

## Vodní režim
Zdroj vody je dešťový a podzemní. Průměrný roční průtok vody činí 70 m³/s. Po většinu roku vysychá. V období krátkodobých povodní při silných letních deštích teče po celé své délce.